# Antonio Caprarica
Antonio Caprarica (Lecce, 30 gennaio 1951) è un giornalista, scrittore e saggista italiano.
Volto noto della televisione, è stato uno dei principali inviati della RAI. Ha collaborato con numerosi quotidiani e periodici.

## Biografia
Nato a Lecce, ha frequentato il liceo classico "Giuseppe Palmieri" di Lecce. Si è laureato in filosofia presso l'Università degli Studi di Roma "La Sapienza", con una tesi dedicata alla relazione tra etica ed economia in Adam Smith, con Lucio Colletti.
È sposato con la pianista Iolanta Mirošnikova, incontrata a Mosca durante una serata all'ambasciata italiana. Non segue nessuna religione in particolare anche se è devoto a sant'Antonio di Padova.

## Attività professionale
Esordisce nel mondo giornalistico come redattore sindacale del settimanale Mondo Nuovo; tra il 1976 e il 1978 commenta prima la cronaca romana, poi la politica interna su l'Unità, organo ufficiale del PCI. In seguito è per nove mesi, da febbraio a ottobre 1989, codirettore del quotidiano romano Paese Sera, giornale anch'esso vicino al Partito Comunista Italiano. Con Giorgio Rossi scrive nel 1986 il suo primo libro, La ragazza dei passi perduti.
Nel 1989 lascia la carta stampata per dedicarsi alla televisione: entrato in Rai, si occupa di politica estera, poi è inviato e, quindi, corrispondente fisso del Tg1 nei paesi mediorientali, con base a Il Cairo e a Gerusalemme. È inviato in Afghanistan, dove mostra i carri armati sovietici che si ritirano sotto l'offensiva dei mujaheddin, poi a Baghdad nell'autunno del 1990. Quando scoppia la prima guerra del Golfo si trova a Gerusalemme e racconta la caduta degli Scud su Israele.
Nel 1993 viene trasferito a capo dell'ufficio di corrispondenza Rai di Mosca, sotto la presidenza di Boris El'cin. Intervista Michail Gorbačëv e si reca a Groznyj, capitale della Cecenia. Nel 1997 si sposta a Londra, occupando lo stesso incarico di capo ufficio di corrispondenza per la Rai. Dopo nove anni nel Regno Unito, nel marzo 2006 viene posto a capo della sezione Rai di Parigi.
Ritornato in Italia nel dicembre 2006, viene nominato direttore del Giornale Radio Rai (GRR) e di Rai Radio Uno, incarichi che mantiene sino ad agosto 2009. Nel settembre 2010 ritorna nella sede di corrispondenza britannica della Rai. Nel 2012 commenta insieme a Claudio Icardi la cerimonia d'apertura dei Giochi della XXX Olimpiade. Il 18 dicembre 2013 lascia la RAI a causa, a suo dire, di "pressioni con metodi inammissibili e offensivi".
Nel novembre 2014 approda al nuovo canale albanese in lingua italiana Agon Channel in qualità di responsabile news, conducendo il telegiornale e due programmi di attualità sociale e internazionale; lascerà l'incarico il 16 dicembre, imputando la decisione alla carenza di mezzi tecnici, strutture e all'esiguità del numero di collaboratori a disposizione per realizzare un notiziario.
Nel 2023 ha partecipato al programma Rai Ballando con le stelle.

## Opere

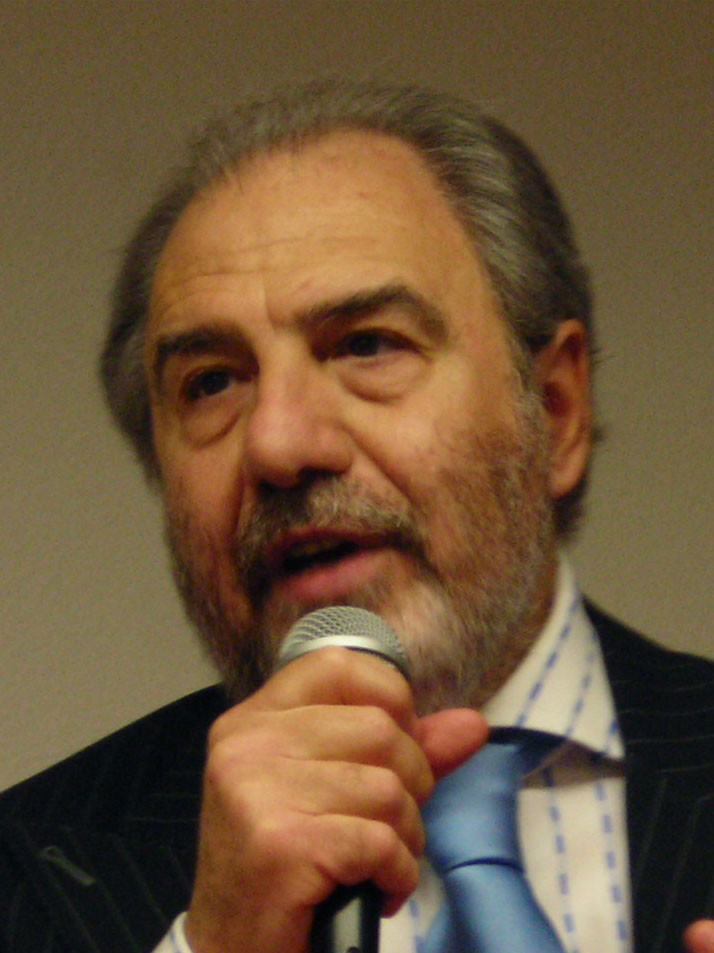
Antonio Caprarica nel maggio 2008

- La ragazza dei passi perduti, con Giorgio Rossi, Milano, A. Mondadori, 1986, ISBN 978-88-606-1094-2.
- La stanza delle scimmie, con Giorgio Rossi, Milano, A. Mondadori, 1988, ISBN 88-04-31210-6.
- Dio ci salvi dagli inglesi... o no!? Vecchi riti e nuovi miti degli europei oltre Manica, Milano-Roma, Sperling & Kupfer-Rai Eri, 2006, ISBN 88-200-4025-5.
- Com'è dolce Parigi... o no!? Perché amare la Francia nonostante i francesi, Milano-Roma, Sperling & Kupfer-Rai Eri, 2007, ISBN 978-88-200-4298-1.
- Gli italiani la sanno lunga... o no!? Chi siamo e perché parliamo tanto male di noi, Milano-Roma, Sperling & Kupfer-Rai Eri, 2008, ISBN 978-88-200-4605-7.
- Papaveri&Papere. Breve storia universale delle gaffe dei potenti, Milano-Roma, Sperling & Kupfer-Rai Eri, 2009, ISBN 978-88-200-4713-9.
- I granduchi di Soldonia. Eccessi e follie dei miliardari globali che se la ridono della crisi, Milano-Roma, Sperling & Kupfer-Rai Eri, 2009, ISBN 978-88-200-4795-5.
- C'era una volta in Italia. In viaggio fra patrioti, briganti e principesse nei giorni dell'Unità, Collana Saggi, Milano-Roma, Sperling & Kupfer-Rai Eri, 2010, ISBN 978-88-200-4960-7.
- La classe non è acqua. Dall'inviato speciale alla Corte di Elisabetta un viaggio nell'eccentrico mondo degli aristocratici inglesi, Milano-Roma, Sperling & Kupfer-Rai Eri, 2011, ISBN 978-88-200-5065-8.
- Oro, argento e birra. Le Olimpiadi di Londra. I Giochi di ieri e di oggi nel Paese che ha inventato lo sport, Collana Saggi, Milano-Roma, Sperling & Kupfer-Rai Eri, 2012, ISBN 978-88-200-5190-7.
- Ci vorrebbe una Thatcher. Le ricette della Lady di ferro che potrebbero salvare l'Italia dalla crisi, Milano, Sperling & Kupfer, 2012, ISBN 978-88-200-5332-1.
- Il romanzo dei Windsor. Amori, intrighi e tradimenti in trecento anni di favola reale, Collana Saggi, Milano, Sperling & Kupfer, 2013, ISBN 978-88-200-5486-1.
- Il romanzo di Londra. Storie, segreti e misfatti di una capitale leggendaria, Collana Saggi, Milano, Sperling & Kupfer, 2014, ISBN 978-88-20-05724-4.
- Tanto sesso, siamo inglesi!, Milano, Sperling & Kupfer, 2015, ISBN 978-88-20-05891-3.
- Intramontabile Elisabetta, Milano, Sperling & Kupfer, 2016, ISBN 978-88-20-06002-2.
- L'ultima estate di Diana, Milano, Sperling & Kupfer, 2017, ISBN 978-88-68-36443-4.
- Londra infinita. Storie e segreti di una capitale leggendaria, Milano, Sperling & Kupfer, 2017, ISBN 978-8820061425.
- Royal baby. Vite magnifiche e viziate degli eredi al trono, Milano, Sperling & Kupfer, 2018, ISBN 978-88-20-06332-0.
- La regina imperatrice. Intrighi, delitti, passioni alla Corte di Victoria, Collana Varia, Milano, Sperling & Kupfer, 2019, ISBN 978-88-200-6795-3.
- Elisabetta. Per sempre regina. La vita, il regno, i segreti, Milano, Sperling & Kupfer, 2021, ISBN 978-88-20-07117-2; nuova ed. aggiornata e definitiva, Milano, Sperling & Kupfer, 2023, ISBN 978-88-200-7710-5.
- E non vissero per sempre felici e contente. 50 principesse fuori di fiaba, Milano, Mondadori Electa, 2022, ISBN 978-88-91-83429-4.
- William & Harry. Da inseparabili a nemici, Collana Saggi, Milano, Sperling & Kupfer, 2022, ISBN 978-88-20-07373-2.
- Carlo III. Il destino della corona, Collana Saggi, Milano, Sperling & Kupfer, 2023, ISBN 978-88-200-7611-5.
- La fine dell'Inghilterra. Un paese smarrito, un trono vacillante, Collana Saggi, Milano, Sperling & Kupfer, 2024, ISBN 978-88-200-7982-6.
- Kate e la maledizione dei Galles, collana Collana Saggi, Milano, Sperling & Kupfer, 2025, ISBN 978-8820081201.

## Premi
È vincitore di molti premi di giornalismo tra i più prestigiosi:
- Premio Gaeta per la letteratura di viaggio[14],
- Premio Italiani nel Mondo,
- Premio Val di Sole,
- Premio Ischia di giornalismo internazionale (2006)[15],
- Premio Tigullio,
- Premio Frajese,
- Premio Bocconi per le eccellenze italiane,
- Premio Barocco
- Premio Nazionale Rhegium Julii 2006 di Giornalismo[16]
- Premio Leonardo Azzarita 2013 a Molfetta
- Premio “Città di Castelsardo”[17]
- Riconoscimento Gianni Granzotto